# Allium wendelboanum
Allium wendelboanum är en amaryllisväxtart som beskrevs av Fania Weissmann- Kollmann. Allium wendelboanum ingår i släktet lökar, och familjen amaryllisväxter. Inga underarter finns listade i Catalogue of Life.